# Majzor

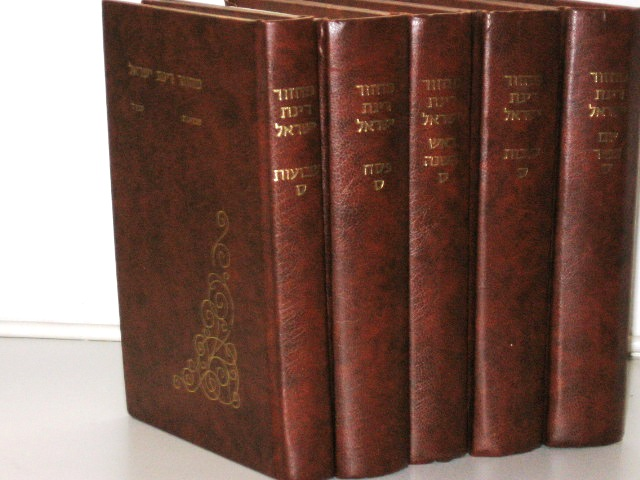
Un Majzorim (plural de Majzor).

El Majzor (en hebreo מחזור) es un conjunto de libros litúrgicos de la religión judía, que contiene el conjunto de oraciones de las festividades mayores o altas fiestas en esta religión (Yamim Noraim, Rosh Hashanah, Yom Kippur, Pésaj, Shavuot y Sucot) y que se utiliza a lo largo de todo el calendario judío. Las versiones de Majzorim tanto asquenazíes como sefardíes son básicamente semejantes. En los Majzorim no se incluyen los rezos diarios y de Shabat, los cuales se encuentran en el Sidur.